# اريك كروكر
اريك كروكر (بالإنجليزية: Eric Crocker)‏ هو لاعب كرة قدم أمريكية أمريكي، ولد في 20 مايو 1987 في ستوكتون في الولايات المتحدة.